# فرودگاه وایلی پست–ویل راجرز مموریال
فرودگاه وایلی پست-ویل راجرز مموریـال   (به انگلیسی: Wiley Post–Will Rogers Memorial Airport)  یک فرودگاه همگانی باربری با کد یاتا BRW است که یک باند فرود آسفالت دارد و طول باند آن ۱۹۸۱ متر است. این فرودگاه در  کشور ایالات متحده آمریکا قرار دارد و در ارتفاع ۱۳ متری از سطح دریا واقع شده است.